# ウラーゴ・ドーリオ
ウラーゴ・ドーリオ（伊: Urago d'Oglio）は、イタリア共和国ロンバルディア州ブレシア県にある、人口約3,700人の基礎自治体（コムーネ）。

## 地理

### 位置・広がり

#### 隣接コムーネ
隣接するコムーネは以下の通り。括弧内のBGはベルガモ県所属を示す。
- カルチョ (BG)
- キアーリ
- チヴィダーテ・アル・ピアーノ (BG)
- ポントーリオ
- ルディアーノ

### 気候分類・地震分類
気候分類では、zona E, 2251 GGに分類される。
また、イタリアの地震リスク階級 (it) では、zona 3 (sismicità bassa) に分類される
。